# Copa CECAFA 1982
La Copa CECAFA de 1982 fue la décima edición del campeonato regional del África del Este.
Todos los partidos se jugaron en Kampala del 13 de noviembre hasta el 27 de noviembre.

## Información
- Somalia y  Zambia decidieron no participar en el torneo.

## Grupo A
| Equipo   | Pts | Pld | W | D | L | GF | GA | GD |
| -------- | --- | --- | - | - | - | -- | -- | -- |
| Uganda   | 5   | 3   | 2 | 1 | 0 | 4  | 2  | +2 |
| Zimbabue | 4   | 3   | 1 | 2 | 0 | 5  | 2  | +3 |
| Malaui   | 3   | 3   | 1 | 1 | 1 | 4  | 3  | +1 |
| Tanzania | 0   | 3   | 0 | 0 | 3 | 0  | 6  | -6 |

| 13 de noviembre de 1982 | Uganda | 2:1 | Malawi | Estadio Nakivubo, Kampala |  |

| 14 de noviembre de 1982 | Tanzania | 0:3 | Zimbabue | Estadio Nakivubo, Kampala |  |

| 16 de noviembre de 1982 | Zimbabue | 1:1 | Malawi | Estadio Nakivubo, Kampala |  |

| 17 de noviembre de 1982 | Uganda | 1:0 | Tanzania | Estadio Nakivubo, Kampala |  |

| 19 de noviembre de 1982 | Malawi | 2:0 | Tanzania | Estadio Nakivubo, Kampala |  |

| 20 de noviembre de 1982 | Zimbabue | 1:1 | Uganda | Estadio Nakivubo, Kampala |  |

## Grupo B
| Equipo   | Pts | Pld | W | D | L | GF | GA | GD |
| -------- | --- | --- | - | - | - | -- | -- | -- |
| Kenia    | 3   | 2   | 1 | 1 | 0 | 4  | 2  | +2 |
| Zanzíbar | 3   | 2   | 1 | 1 | 0 | 3  | 2  | +1 |
| Sudán    | 0   | 2   | 0 | 0 | 2 | 0  | 3  | -3 |

| 14 de noviembre de 1982 | Kenia | 2:0 | Sudán | Estadio Nakivubo, Kampala |  |

| 18 de noviembre de 1982 | Sudán | 0:1 | Zanzíbar | Estadio Nakivubo, Kampala |  |

| 21 de noviembre de 1982 | Zanzíbar | 2:2 | Kenia | Estadio Nakivubo, Kampala |  |

## Semifinales
| 24 de noviembre de 1982 | Uganda | 3:0 | Zanzíbar | Estadio Nakivubo, Kampala |  |

| 24 de noviembre de 1982 | Kenia | 2:1 | Zimbabue | Estadio Nakivubo, Kampala |  |

## Tercer lugar
| 26 de noviembre de 1982 | Zimbabue | 3:0 | Zanzíbar | Estadio Nakivubo, Kampala |  |

## Final
| 27 de noviembre de 1982 | Uganda | 1:1 (3:5 p.) | Kenia | Estadio Nakivubo, Kampala |  |

| Kenia         |
| Campeón Kenia |
| Tercer título |